# Marie Brand e il ritorno al passato
Marie Brand e il ritorno al passato è un film televisivo del 2008 diretto da René Heisig. Si tratta del primo film della serie di Marie Brand.

## Trama
Marie Brand è una poliziotta che lavora per la polizia di Colonia che diversi anni prima ha abbandonato la  squadra omicidi dopo la morte del padre, rimasto ucciso in azione. Insieme al commissario Jürgen Simmel, Marie si ritrova a dover indagare su un furto con omicidio nel quale sembra essere coinvolta una comunità religiosa.